# Johnny Bode
Johnny Bode, född 6 januari 1912 i Falköping, död 25 juli 1983 i Slottsstadens församling i Malmö, var en svensk kompositör, sångare och svindlare.
Bode har av många beskrivits som en amoralisk mytoman och enfant terrible. Trots att han gjorde sig socialt omöjlig under stora delar av sitt liv har han postumt fortsatt att väcka uppmärksamhet, inte minst på grund av skivan Bordellmammas visor, vilken gjort att han anses som en förgrundsgestalt inom den så kallade könsrocken.

## Biografi

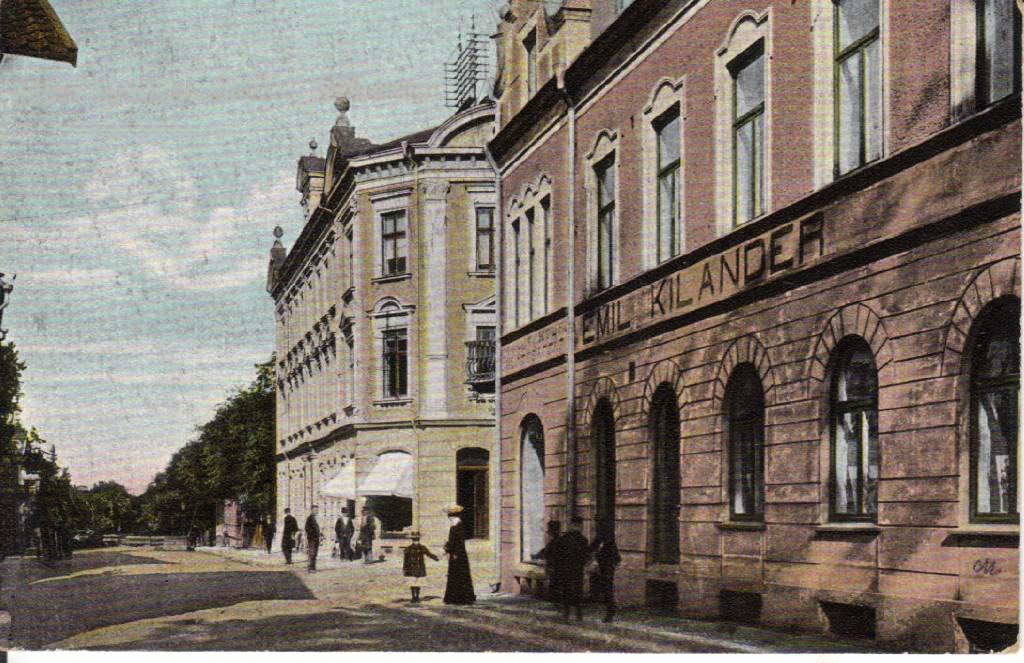
Sankt Olofsgatan i Falköping med Emil Kilanders affär till höger. Fotot är taget några år innan Johnny Bode föddes här i det "Kilanderska huset".

Fadern Alvar Bode (1884–1937) var chef för en fabrik i Falköping som tillverkade stråhattar, och modern Judit Kilander (1887–1932), omgift Thielers, var dotter till Emil Kilander som drev en dammodebutik i staden. Föräldrarna skildes vid Johnnys födsel, och han hade aldrig någon kontakt med sin far. Som barn drömde Johnny Bode om att bli revycharmör, och beundrade bland annat Karl Gerhard och Ernst Rolf. Han uppträdde redan som sjuåring på morfaderns middagar för affärsbekanta i Falköping, med ofta fräcka sånger och kupletter, samt blev efteråt bjuden på både punsch och likör. Femton år gammal i Skara högre allmänna läroverk skrev han en skolrevy, som skolans rektor stoppade när han fick läsa Bodes fräcka manus. Bode var efter detta inte välkommen tillbaka till läroverket, utan flyttades till Stockholm och fick fortsätta i Södra Latin.

### Skivartist under 1920- och 30-talen

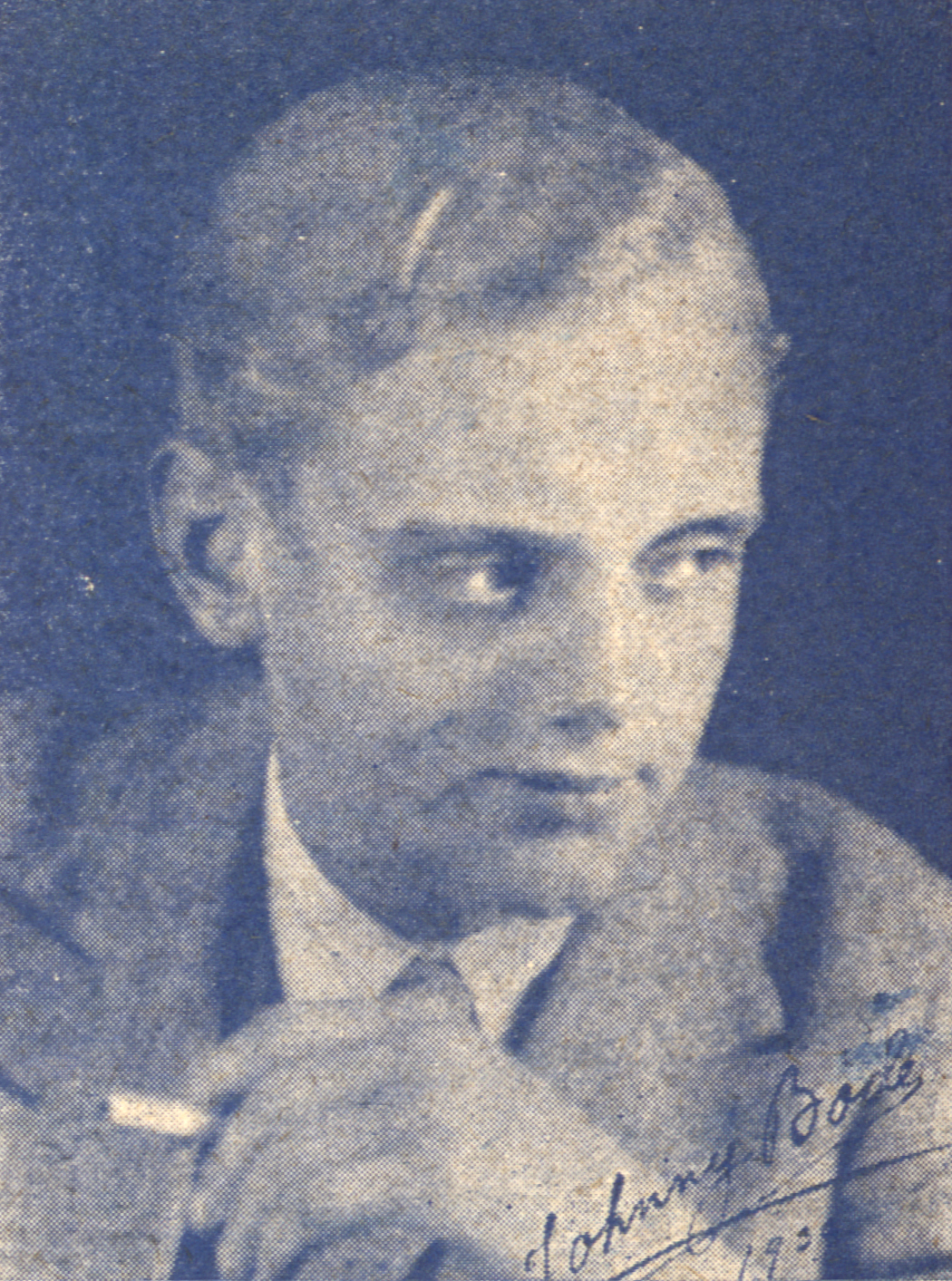
Johnny Bode i de sena tonåren då han precis påbörjat sin karriär som schlagersångare, innan den kraftiga viktuppgången. Foto publicerat i damtidningen Charme 1931.

Efter sin skivdebut vid 17 års ålder sjöng Bode in hundratals låtar på 78-varvare, ofta egna kompositioner. En av hans mer kända sånger är ”En herre i frack”, vilken han skrev tillsammans med Hasse Ekman, vars far Gösta Ekman d.ä. sjöng in 1935 och senare bland annat Jan Malmsjö haft på repertoaren. Den sista 78-varvsskivan med Bode som sångare spelades in 1942. Hans levnadsöde hör till de mest otroliga i svensk musikhistoria; gång på gång lyckades han resa sig och på nytt bygga upp en karriär, bara för att själv så småningom rasera den igen. 
Bode levde större delen av sitt liv långt över sina tillgångar. Han var en känd figur i dåtidens nöjesliv och att han ofta var barskrapad hindrade inte att han blev omtyckt för sin frikostighet på krogarna. Han var en mästare på att smita ut bakvägen och låta andra stå för notan. En annan utmärkande egenskap var en sällan skådad grad av mytomani. Bode lyckades gång på gång krångla in sig i svåra lögner, vilka försvårade hans karriär. Han blev via Hasse Ekman, som var hans klasskamrat i Södra Latin, god vän med Gösta Ekman d.ä. och gick som en son i huset ända tills han blev upptäckt med att försöka pantsätta dennes silverservis. Han smet från oräkneliga mängder hotellnotor och blev bannlyst på många av stadens krogar. Bland alla småbrott Bode var delaktig i finns bland annat stöld av persiska mattor och bedrägeri genom falska checkar. 
Bodes skenande leverne ledde flera gånger in honom i kriminalitet och efter flera bedrägeriaffärer blev han till slut omyndigförklarad och dömd till vård på mentalsjukhus, vilket främst blev Sankt Sigfrids sjukhus i Växjö. Han blev i samband med detta tvångssteriliserad.

### Johnny Bode och nazismen
Under andra världskriget fascinerades Bode av nazismen, vilket för resten av hans liv gjorde honom bannlyst i Sveriges kulturliv. Han lyckades få permission från sjukhuset och reste till Finland där han tog värvning. Den lille tjocke och mycket komplicerade Bode gjorde sig snabbt omöjlig och blev hemskickad med en underbefälsgrad som plåster på såren.
Bode hann inte landa på svensk mark förrän han fortsatte att förstöra sin karriär. Vid hemkomsten 1942 var motståndet mot nazismen starkare än någonsin. När Karl Gerhard för hundrade gången spelade sin revy Tingel-Tangel, vilken var starkt kritisk till nazismen, närvarade Bode i sin finska frivilliguniform, med furirs grad på axelklaffarna och väl synligt hakkors på bröstet i lokalen. Uniformen använde han även senare under sina många besök i Stockholms kulturliv. Effekten blev att de få vänner han verkligen hade tog avstånd från honom och att han blev bannlyst i svenskt kulturliv.
Strax därpå reste Bode till Norge, där han satte upp en revy åt den norska Quisling-regimen. Bode lovade vitt och brett och levde lyxliv i Oslo. Några av sångerna han skrev ansågs i Sverige som Sverigekritiska, bland annat sången ”Har du hört vad svensken sier?”. Detta retade upp den svenska artisteliten och media ytterligare. Det var mycket svårt att få tag på artister som ville ställa upp i revyn. Ingen ville svärta ner sitt rykte. Själv sjöng Bode kupletter och imiterade Churchill, till nazisternas glädje. Efter ett tjugotal föreställningar fick revyn ställas in då publiken uteblev. Till slut gjorde sig Bode omöjlig även i Norge. Han drack för mycket, lurade för många, stal och brast i sin respekt för tyskarna. Till slut blev Bode plötsligt gripen av Gestapo och fick sitta fem veckor på det ökända interneringslägret Grini. Han var lite svävande anklagad för att vara en ”suspekt person”. Själv hävdade Bode att han smugglat ut hemliga uppgifter till Sverige. Bodes välkända mytomani gjorde att ingen trodde honom och till slut utvisades han till Sverige. Efter kriget uppgav Bode för den finska statspolisen att han hade träffat den finske friherren och nazisten Eric Fock på SS-kasinot i Oslo. Vid samma tillfälle skulle även Adolf Eichmann ha varit närvarande. Eichmann diskuterade med Fock om planer på att förinta de finska judarna.

### Försök till en ny karriär i Sverige
Efter kriget försökte Johnny Bode på nytt bygga en karriär i Sverige, men det var först omöjligt. Han var bannlyst av både skivbolag och radio. Han försökte använda många olika pseudonymer för att dölja sitt numera omöjliga namn. Den vanligaste pseudonymen var Johnny Delgada, men han använde vidare bland annat namnen Juan Delgada, Richard Ritzi, Rob Robertson, Kiddie Niles och många andra pseudonymer. Mest energi lade Bode på att tonsätta dikter av Nils Ferlin (såsom dikter ur Busen Fabians Poesialbum). Det var dock mycket svårt att framföra dem. Pressen var duktig på att spåra upp honom bakom alla pseudonymer och flera föreställningar fick ställas in när lokaluthyraren fick reda på att det var Johnny Bode som skulle uppträda. 
Ibland lyckades han dölja sitt namn. Han skrev bland annat filmmusiken till den första filmen om Åsa-Nisse och religiösa sånger till Lapp-Lisa. År 1945 träffade han sin blivande fru, Kerstin Hansson, hos sin övervakare, godsägare Ernst Svensson på Sjöbergs säteri, några kilometer söder om Tenhult. De gifte sig i Jönköping i slutet av 1946 och Kerstin kom att bli ett stort stöd för Bode under dessa jobbiga år. Bode frågade sig ofta varför Zarah Leander blivit förlåten så snabbt i Sverige, men inte han. År 1950 gav han ut ”ockupationsromanen” Dö i tid, en bok som enligt baksidestexten handlar om ”en man, som inte drar sig för någonting för att tillfredsställa sitt maktbegär och sina erotiska excesser” samt (med versaler) avslöjande av ”nazisternas fynd av små vansinniga dvärgmän med aputseende, som användes som påtryckningsmedel om inte patrioter bekände vad de visste eller inte visste. Då hetsade man de små vansinniga apdvärgarna tydligen på fruar eller döttrar.”

### Tiden i Östtyskland och Österrike
I slutet av 1951 reste Bode till Östtyskland, där han försökte tjäna pengar på att förmedla biograffilm till Sverige, och han förklarade sig vid en pompös presskonferens på hotell Newa i Östberlin år 1953 vara ”en vän av den tyska demokratiska republiken”. Han utvisades dock snart ur landet. Bode reste och spenderade alltför mycket pengar, vilket gjorde att han gick i konkurs i oktober 1953. 
Efter en tid i Sverige där han blev misstänkt för häleri flyttade han till Bryssel. När UD krävde att de belgiska myndigheterna skulle lämna ut honom flyttade han till Wien i Österrike. Wienoperetten led vid denna tid av stora problem och behövde nya influenser. Johnny Bode, under namnet Juan Delgada, kom som en skänk från ovan. Hit hade ännu inte hans dåliga rykte nått. Musik kunde han skriva och här skrev han operetterna Nette Leute, Liebe in Tirol: Operette in drei Akten und 12 Bildern (1959), Die Kluge Wienerin (1961) samt Keine Zeit für Liebe. De blev succéer och spelades runt om i världen i många år.[källa behövs] Med succén kom pengar och berömmelse, men bidrog också till att den svenska polisen kunde hitta honom. 1955 flögs han till Sverige för att avtjäna ett fängelsestraff. En skilsmässa följde. 
Tillbaka i Österrike gifte emellertid Bode om sig på midsommardagen 1957 med den 22-åriga Inge Pelz. Framgången i Österrike fortsatte, men var dock ingen bra medicin för den labile Bode. Han fortsatte i allt vildare stil. Han kallade sig själv ”Kammersänger”, en hederstitel motsvarande hovsångare som han inte hade fått. Vid en presskonferens i Wien påstod han att det var han som, under pseudonym, skrivit An der schönen blauen Donau. Till slut, 1961, fick hans unga hustru nog och begärde skilsmässa. Bode svarade med det bisarra infallet att inleda en vårdnadstvist om parets tax. Bode vann målet och fick rätt att besöka hunden varje söndag. Till slut hann verkligheten i Wien ifatt den nu 49-årige Johnny Bode och han tvingades hals över huvud att lämna landet försommaren 1961. Hans tid som operettkungen Juan Delgada var förbi. Han skyltade dock gärna med sin falska titel ”Kammersänger”, som han ironiskt hävdade att han fått ”av Joseph Goebbels i närvaro av ministerpresident Quisling” om någon ifrågasatte den.

### Hemma i Sverige igen
Den till Sverige hemkomne Bode gled under 1960-talet runt i Stockholm i lånekaruseller och småkriminalitet. Han drabbades av en psykos 1962, klädde ut sig i en stulen päls och kjol och kallade sig ”fröken Florence Stephens på Huseby” (den äkta Florence Stephens var en känd dam på Huseby gods som var offer för Husebyaffären). Bode greps i Florence Stephens skepnad av polis i Köpenhamn och han åtalades för bland annat bedrägerier, tjuvåkning, stöld, taxismitning och tjuvringning. Emellertid fick han för andra gången i sitt liv diagnos som så kallad ”fem-femma”, icke tillräknelig. Diagnosen var "hypoman-manisk fas av manodepressiv psykos", och Bode skulle i flera år behöva kontrolleras psykiatriskt. Efter detta irrade han runt i Sverige och kom i slutet av 1960-talet i kontakt med undergroundkulturen. 
Under pseudonym släppte han 1968 den pornografiska skivan Bordellmammas visor, vilken via postorder sålde mycket bra. På skivan sjöng Johnny Bode tillsammans med Lillemor Dahlqvist. Hon lovades anonymitet, men ett sådant löfte vägde mycket lätt när det kom från Bode. Framgången följdes upp med bland andra skivorna Bordellmammas dotter, Styrman Janssons Frestelser, Sexrevyn Stig På och singeln Vi två är ej som de andra. Den sistnämnda är troligen den första skivan i Sverige med homosexuellt tema. Skivorna gavs ut i flera länder, på flera olika språk. Bland annat sjunger Johnny Bode själv i den tyska versionen. Han gav också ut flera erotiska böcker, bland annat Jag var en kärlekskonstens mästare (1965), en manusstöld från Per Meurling, och Sex och svek (1967).
Sin vana trogen levde Bode snabbt upp pengarna han fick för sina porrskivor. På den här tiden var han bosatt i Malmö och han gjorde täta turer med båten till Köpenhamn, på vilken han enligt egen utsago ska ha ätit kaviar och druckit champagne till frukost. Hans hårda liv började nu sätta spår och han åldrades snabbt, led av diabetes och hjärtbesvär samt drabbades av leukemi de sista åren. Sina sista år levde han fattigt i en lägenhet i Malmö. Han drog sig dock inte för ett och annat bedrägeri. Bland annat lurade han en jul till sig en julskinka från en restaurang när han i telefon imiterade Henning Sjöström. Han hittades död i sitt hem 25 juli 1983 av Lillemor Dahlqvist, som hade blivit en av hans få riktiga vänner. Trots sin sterilisering var han inte barnlös. Han hade fått en son, Sigurd (”Sigge”) Bode (1928–2003), tillsammans med Agnes Cecilia Larsson, en tidig ungdomskärlek från Mariestad. Sonen verkade inom restaurangbranschen och som trubadur i mindre omfattning.. Även dennes barn och barnbarn har varit musikaliskt aktiva.
Johnny Bode är gravsatt i minneslunden på Limhamns kyrkogård.

## Eftermäle och Johnny Bode i populärkulturen

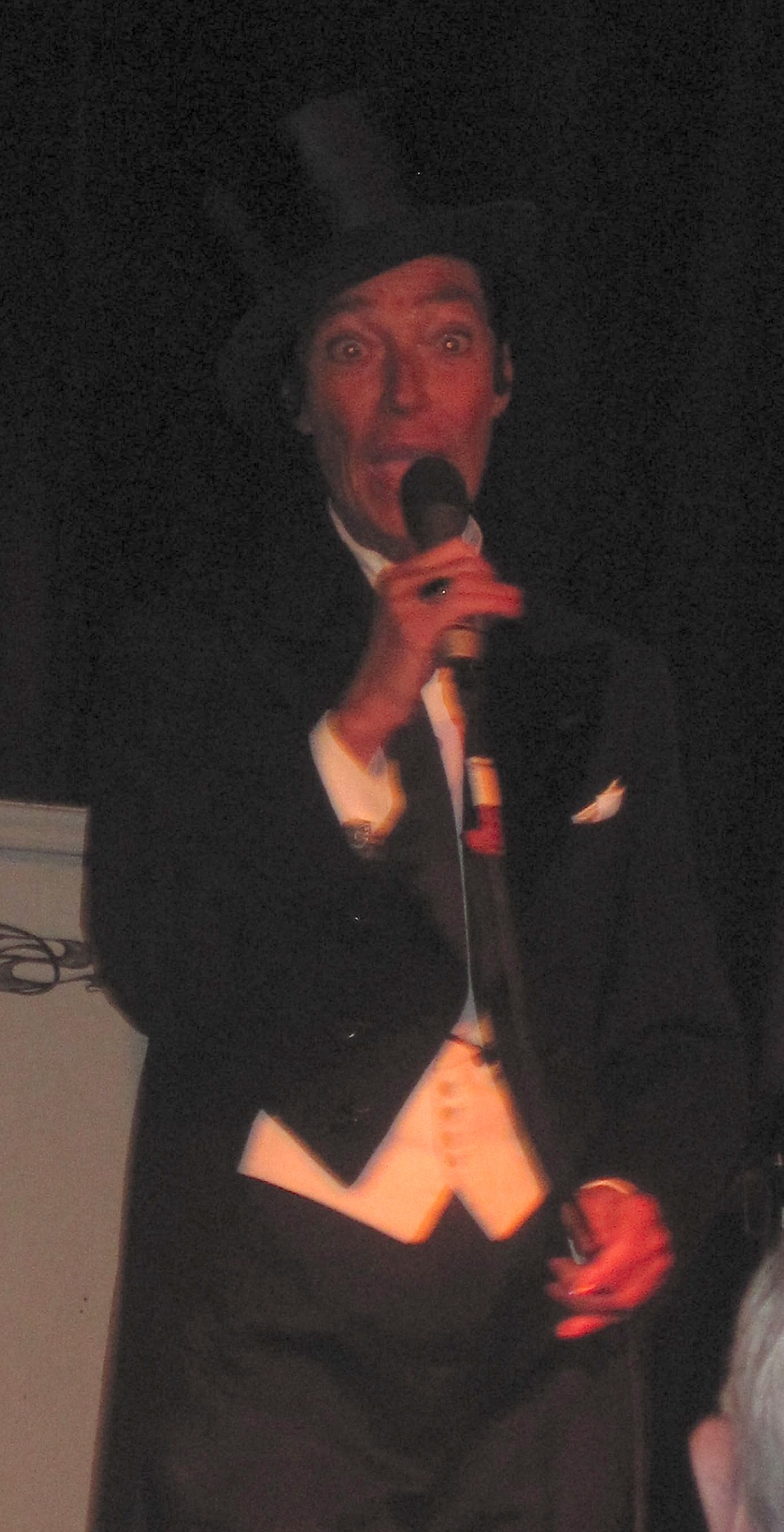
Lillemor Dahlqvist som "en herre i frack" vid konserten i januari 2012 med anledning av 100-årsminnet av Johnny Bodes födelse.

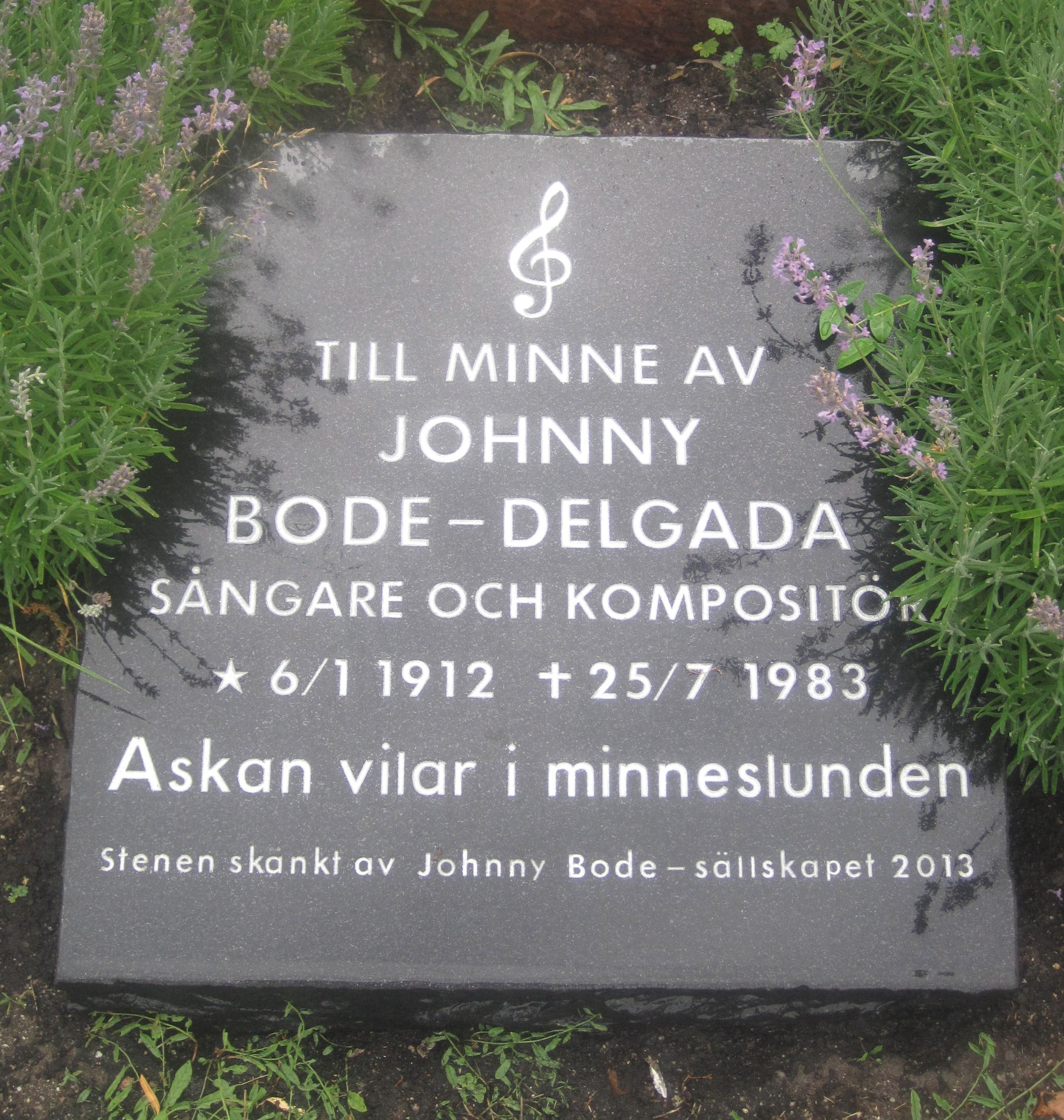
Den av Johnny Bode-sällskapet i juli 2013 uppsatta minnesstenen på Limhamns kyrkogård.

Bodes röst och musik hindrade honom från att helt glömmas bort. Han var en återkommande gäst bland skivorna som spelades av Lars-Göran Frisk i radioprogrammet Skivor från Vetlanda. Det var Lars-Göran Frisk som bröt den inofficiella censur (”dödskallemärkning”) som gjorde att Bodes skivor inte spelades på Sveriges Radio efter andra världskriget. 
Proggbandet Grus i dojjan gjorde en inspelning av Timmerflottar-Sixten redan 1974, men den förste mer etablerade artist som tog fram den illa beryktade Bode på nytt var möjligen Jan Malmsjö, som sjöng in Timmerflottar-Sixten och En herre i frack på skiva 1984. Därefter kom Bodes tonsättningar av Nils Ferlin-dikter på lp-skiva: Laterna Magica 1987 med sång av Lillemor Dahlqvist och John Ulf Anderson. På cd har numera flera av Bodes schlagermelodier och egna insjungningar återutgivits, bland annat på samlingsskivorna En herre i frack och Johnny Bode till dragspel. Porrskivorna Bordellmammas visor och Styrman Janssons frestelser har även de återutgivits på cd.
I och med Internet, återutgivningen av hans skivor, och flera biografier har Bodes kultstatus vuxit alltmera sedan 1990-talet. 
The Latin Kings har i sin låt ”Så skön” samplat textraden ”Det är så skönt att suga bröstens smultronvårtor” ifrån Johnny Bodes sång ”Det är så underbart att alltid vara kåt”.
Det svenska popbandet Florence Valentin har tagit sitt bandnamn efter en av Bodes många pseudonymer.
Rockbandet Wilmer X från Johnny Bodes sista hemstad Malmö har spelat in sången ”Balladen om Ljugar-Johnny” som handlar om hans liv.

### Johnny Bode-sällskapet
Sedan 2009 finns Johnny Bode-sällskapet, som ”verkar för att hålla minnet och arvet efter sångaren, kompositören och skandalartisten Johnny Bode levande”. 
I samband med att Johnny Bode skulle ha fyllt 100 år, den 6 januari 2012, satte Johnny Bode-sällskapet upp en bronsplakett på väggen till hans födelsehus i Falköping. Plaketten var bekostad av Falköpings kommun, och kulturnämndens ordförande Karola Svensson (C) höll ett anförande vid invigningen. Johnny Bode-sällskapet genomförde även en jubileumskonsert i Göteborg där Lillemor Dahlqvist, Mattias Enn, Bröderna Trück, Love Antell och Beata Harryson uppträdde med musik ur Bodes repertoar, såväl från schlagerepoken som 50-talets Ferlintolkningar och 60/70-talets porrsånger. Även Lena Junoff, som sjöng på Bordellmammas dotter och Ingmar Norlén, som skrivit två biografier om Johnny Bode, medverkade. Som pausunderhållning förevisades ”vansinniga apdvärgar”.

### Minnessten
Den 25 juli 2013 var det 30 år sedan Johnny Bodes död, vilket Johnny Bode-sällskapet uppmärksammade med att sätta upp en minnessten över honom på Limhamns kyrkogård. Bodes aska ströddes anonymt i minneslunden där, trots att han i sitt testamente uttryckligen önskat att han skulle få en grav med sten.

### Johnny Bode-priset
Sedan 2013 delar Johnny Bode-Sällskapet årligen ut Johnny Bode-priset till "en artist eller annan kändis som under det föregående året agerat i Johnny Bodes anda", det vill säga någon som "trampat i klaveret, skapat en skandal eller på annat underhållande vis ställt till det för sig själv och sin omgivning. Extra meriterande är att personen, trots upprepade självförvållade motgångar vägrar att ge upp, utan envetet kämpar på, stark i tron på sig själv." Priset består av att jurygruppen som utsett pristagaren festar upp prissumman på offentlig lokal. Därefter skickas notan och kvittot tillsammans med ett diplom till pristagaren. Sedan 2019 skickar de dessutom även ett par vita handskar med Johnny Bode-sällskapets logotyp på till pristagaren.

### Johnny Bode-stipendiet
Johnny Bode testamenterade rättigheterna till mycket av den musik han komponerat till en stiftelse, med uppdrag att till ”skånskfödda manliga och kvinnliga upphovsmän av populärmusik, operett, schlager, vis- och filmmusik, utdela årligt stipendum, vilket dock ej må tillfalla upphovsman av så kallad popmusik.” År 1987 hade det inkommit tillräckligt mycket upphovsrättspengar för att det första stipendiet skulle kunna delas ut, till en början 5 000 kronor, senare 10 000 kronor.
Bland pristagarna finns Anders Glenmark, Niklas Strömstedt, Hans Alfredson, Nisse Hellberg och Emil Jensen.

## Diskografi

### 78-varvare
- 1934 – Den Gamla Spinnrocken
- 1936 – Anne Marie / Samhällets Lilla Fiende Nr. 1
- 1938 – Den Röda Pelargonian / Vill Du Möta Mig I Drömmen Vid Mitt Hjärtas Röda Grind?
- 1938 – Om Bara Solen Skiner Och Vår Himmel Lyser Blå / Lilla Madonna Med Drömmande Ögon
- 1938 – Och Bortom Sjunga Skogarna / Det Blåser Ifrån Dödingfjäll
- 1938 – Vår Tangomelodi / Det Var Dans På Bryggan Därhemma
- 1938 – Lilla Lolali / Månen Strör Sitt Silver Över Drömmarnas Ö
- 1938 – Kvarnhjulets Sång / När Tallarna Susa I Nordanland
- 1938 – Vid Barndomshemmets Grind / Blånande Sommarnatt
- 1939 – Aloha Oe – Jag Älskar Dig / Sunnanvind
- 1939 – Västkustens Vals / Till Hemmet Tanken Går…
- 1939 – Låt Oss Möta Våren... / Det Är Nånting Så Underligt Med Våren
- 1939 – Mata Maru / Rio-nätter
- 1939 – Jag Vill Ge Dej En Blomma / Under Segel I Sommar Och Sol
- 1939 – Jalousi / Harlekins Miljoner
- 1939 – Inga Stora, Bevingade Ord
- 1939 – En Kyss Säger Allt / Jag Har Tittat För Djupt I Ett Par Blåa Ögon
- 1939 – Än En Gång / Bel Ami
- 1940 – I En Röd Liten Stuga – Vid En Blå Liten Sjö / Till Min Väntade Lilla Vän
- 1940 – I Vårens Första Kvällar / Det Kommer En Vår…
- 1940 – När Alla Stjärnor Glimma / Sången Till Eva – Klockarens Sång
- 1940 – Vita Segel / Samoa
- 1941 – Timmerflottar-Sixten / Finnmarksvalsen
- 1941 – Mañana Senor / O Bella Donna Mio
- 1941 – Lördagskväll I Fiskeläget / Vals I Hamn
- 1941 – Söderhavets Sång (Pagan Love Song) / Panama-Moon
- 1941 – Tänk Om Hon Gifter Sej Med Prästen / Dom Kysser Varandra På Varenda Veranda
- 1941 – Två Drömmar Som Mötte Varandra / Vårens Klockor
- 1943 – I En Röd Liten Stuga—Vid En Blå Liten Sjö / Till Min Väntande Lilla Vän

### 33-varvare
- 1968 – Bordellmammas Visor 1
- 1968 – Bordellmutters Songs 1 (Tysk version av Bordell Mammas Visor 1)
- 1968 – Bordellmutters Songs 2
- 1968 – Bordel Mutters Viser Nr. 1 (Dansk version av Bordel Mammas Visor 1)
- 1968 – Bordel Mutters Viser Nr. 2
- 1968 – Wir Zwei, Wir Sind Nicht Wie Die Andern / Achilles Klage

### Fullängdsalbum
- 1969 – Bordell Mammas Visor
- 1969 – Bordell Mutters Songs (tysk version av Bordell Mammas Visor)
- 1969 – Bordel Mutters Viser (dansk version av Bordel Mammas Visor)
- 1973 – Styrman Janssons Frestelser
- 1973 – Bordellmammas Dotter
- 1973 – Sexrevyn Stig På

## Filmografi

### Roller
- 1935 – Smålänningar (statistroll som gårdsmusikant)
- 1938 – Musik och teknik (dokumentärkortfilm om skivinspelning: inspelning med bland andra Johnny Bode i skivbolaget Sonoras studio)[14]

### Musik
- 1949 – Åsa-Nisse
- 1949 – Med flyg till sjunde himlen
- 1949 – Hur tokigt som helst
- 1949 – Lapp-Lisa
- 1955 – Das Mädchen vom Pfarrhof (som Juan Delgada)[15]